# Медвеґаліс
Медвеґаліс був фортів XIV-го століття в Самогітії, розташований в нинішньому Шилальському районі Литви. Вперше згадується в 1316 році в письмових текстах і був одним з найважливіших і найсильніших литовських фортів у цій місцевості. Його атакували тевтонські лицарі понад 20 разів протягом всієї історії, включаючи облогу Медвеґалісу в 1329 році, коли він підкорився тевтонським силам, а його захисники були конвертовані в католицизм.
Поселення в комплексі форту розташоване на південний захід і північний схід від форту. Воно було підпорядковане 2006 року Регіональному парку Варняй та Міністерству навколишнього середовища. Форт був згаданий в поемі Майроніса.